# Такэда, Рина
Рина Такэда (яп. 武田 梨奈 Такэда Рина, род. 15 июня 1991 года в Иокогаме, преф. Канагава, Япония) — японская актриса, обладательница чёрного пояса по каратэ. Известность и новые предложения съёмок пришли после выхода фильма «Каратистка».

## Фильмография
| Год  |     | Русское название                               | Оригинальное название                | Роль                   |
| ---- | --- | ---------------------------------------------- | ------------------------------------ | ---------------------- |
| 2009 | ф   | Девочка с высоким ударом                       | ハイキック・ガール!                  | Кэй Цутия              |
| 2011 | ф   | Каратистка                                     | KG カラテガール                      | Аяка Курэнай           |
| 2011 | ф   | Куноити                                        | 女忍 KUNOICHI                        | Кисараги               |
| 2011 | мтф | Интерсексуал                                   | IS（アイエス）〜男でも女でもない性〜 | Хадзимэ Усами          |
| 2013 | ф   | Зомби-суши                                     | デッド寿司                           | Кэйко                  |
| 2014 | ф   | Готическая Лолита и её боевой плюшевый медведь | ヌイグルマーZ                        | Нуйгурума / Килл Билли |
| 2015 | ф   | Атака титанов                                  | Attack on Titan                      | Лил                    |

## О себе
После работы над картинами «Девочка с высоким ударом» и «Девочка Каратэ», я чувствую, что нет никакой разницы между «реальными» боевыми искусствами и тем, что мы сделали в этих фильмах.

## Награды
Лучшая актриса (фильм «Зомби-суши») в 2012 году на Fantastic Fest. Также имеет чёрный пояс по каратэ.